# Roncus remyi
Espèce
Roncus remyi est une espèce de pseudoscorpions de la famille des Neobisiidae.

## Distribution
Cette espèce est endémique d'Occitanie en France. Elle se rencontre dans les Pyrénées-Orientales vers Sorède et Banyuls-sur-Mer.

## Étymologie
Cette espèce est nommée en l'honneur de Paul Remy.

## Publication originale
- Beier, 1934 : Neue cavernicole und subterrane Pseudoscorpione. Mitteilungen über Höhlen- und Karstforschung, vol. 1934, p. 53-59.